# Pierre-Antoine Bellangé
Pour les articles homonymes, voir Bellangé.
Pierre-Antoine Bellangé (1758 - 25 mars 1827) est un ébéniste français, fournisseur officiel du Premier Empire puis de la Restauration. Il est le doyen d'une famille d'ébéniste actif dans les cours françaises de l'Empire jusqu'à la Monarchie de Juillet.

## Biographie
Pierre-Antoine Bellangé est reçu maître menuisier en 1788 et s'installe dans un atelier situé rue Neuve Saint-Denis, à proximité de la Porte Saint-Denis à Paris. Il commence par fournir l'entourage du pouvoir, tel que la maison du maréchal Berthier, prince de Neufchâtel, pour l’ameublement de son hôtel particulier de la rue Neuve-des-Capucines, à Paris. Il est chargé ensuite de fournir en meubles certaines résidences secondaires de l'Empereur : château de Laeken, château de Saint-Cloud, château de Meudon et château de Compiègne. En 1811, une commande spécifique lui est passée pour le salon d'apparat du roi de Rome au palais des Tuileries. 
Sous la Restauration, on lui accorde le titre de fournisseur breveté dès 1817 ce qui lui vaut plusieurs commandes royales telles que les sièges du grand salon de la duchesse de Berry toujours au palais des Tuileries. Sa réputation devient internationale et en 1817, il reçoit la commande par le président américain James Monroe des sièges du salon principal de la Maison-Blanche. 
En 1820, il s'associe avec son fils Louis-Alexandre (1796-1861) et cède sa place en 1825 avant de décéder deux ans plus tard. Son frère Louis-François (1759-1827) et son neveu Alexandre (1799-1863) sont aussi des ébénistes réputés de la première moitié du XIXe siècle.

## Meubles conservés dans des collections publiques
- meubles du salon bleu de la Maison-Blanche de Washington, D.C. : fauteuils, bergères et canapés[3]
- banquette de la galerie de bal du château de Compiègne[4]
- deux consoles en chêne et marbre dans la salle des gardes du musée Condé de Chantilly[5].
- mobilier du "salon des muses" au Palais de la Légion d'honneur à Paris[6]